# 宇宙教育センター
宇宙教育センターはJAXA宇宙科学研究所にある部署。2005年5月1日設立。

## 内容
日本宇宙少年団とKU-MAと連携して宇宙教育事業を行う。
宇宙教育指導者(SEL)の講習会を実施している。また、全国各地で小中学生を対象にコズミックカレッジを開催。